# Parasemia caespitis
Parasemia caespitis är en fjärilsart som beskrevs av Augustus Radcliffe Grote och Robinson 1868. Parasemia caespitis ingår i släktet Parasemia och familjen björnspinnare. Inga underarter finns listade i Catalogue of Life.